# Arlo Acton
Arlo Acton, né en 1933 à Knoxville dans l'Iowa et mort le 13 décembre 2018 à North San Juan en Californie, est un sculpteur américain associé au mouvement minimaliste.

## Biographie
Arlo Acton obtient son Bachelor of Arts de l'université de l'État de Washington et un Master of Fine Arts du San Francisco Art Institute en 1962. Il enseigne la sculpture à l'Université de Californie à Berkeley tout en pratiquant ses créations dans le style neo-Dada et en étant associé au mouvement Funk de la région de la baie de San Francisco.
En 1976, Arlo Acton s'installe avec sa compagne, Robyn Martin, dans la petite communauté libre-penseuse à North San Juan, où il pratique un retour à la terre. 

## Œuvres principales
- Sans titre, 1956, sculpture sur pierre, San Francisco Museum of Modern Art
- Come One, Come Two, 1963-1964, sculpture sur bois, San Francisco Museum of Modern Art
- Music with Balls, 1969, vidéo expérimentale autour d'une performance musicale de Terry Riley

## Principales expositions individuelles
- 1969 : The Spirit of the Comics à l'Institute of Contemporary Art de l'University of Pennsylvania